# Samelistan
Samelistan (SL, Sámelistu/samelistan Partipolitiskt Obunden) är ett lokalt politiskt parti i Kiruna kommun.
Ordförande är Per Gustav Idivuoma. I valet 2006 erhöll partiet 535 röster och 3,86 procent. Samelistan vann då representation i Kiruna kommunfullmäktige med två mandat. Även i de följande valen år 2010, 2014, 2018 och 2022 fick partiet två platser i kommunfullmäktige.
Samelistan ingick i kommunledningen mellan 2010 och 2018 med Åsa Blind-Berg i kommunstyrelsen och Per Gustav Idivuoma som ordförande i Miljö- och byggnämnden. 
Efter valet 2018 hamnade Samelistan i opposition men efter valet 2022 ingår partiet åter i komunstyrelsen, nu med Åsa Larsson Blind.

## Valresultat
| År   | Röster | Procent | Mandat |
| ---- | ------ | ------- | ------ |
| 2006 | 535    | 3,86 %  | 2 / 45 |
| 2010 | 535    | 3,69 %  | 2 / 45 |
| 2014 | 544    | 3,61 %  | 2 / 45 |
| 2018 | 609    | 4,07 %  | 2 / 45 |
| 2022 | 660    | 4,77 %  | 2 / 45 |